# Bildungsprämie
Die Bildungsprämie bestand von 2008 bis 2021. Sie war ein Instrument der öffentlichen Förderung von Weiterbildung. Sie wurde von der deutschen Bundesregierung eingeführt, um die Bereitschaft der Bürger zur individuellen beruflichen Weiterbildung zu unterstützen. Die Bildungsprämie wurde vom Bundesministerium für Bildung und Forschung und dem Europäischen Sozialfonds finanziert. Zunächst bis 2011 begrenzt, wurde das Programm mehrfach verlängert. Zum 31. Dezember 2021 ist die Förderung endgültig ausgelaufen.
Die Bildungsprämie bestand aus zwei Komponenten:
1. Mit dem Prämiengutschein übernahm der Staat 50 Prozent der direkten Lehrgangskosten, jedoch maximal 500 Euro. Einen Prämiengutschein konnten Personen bekommen, die mindestens fünfzehn Stunden pro Woche erwerbstätig waren. Ihr zu versteuerndes Jahreseinkommen durfte 20.000 Euro (oder 40.000 Euro bei gemeinsam Veranlagten) nicht übersteigen. Die verbleibenden Kosten für die Weiterbildung waren selbst aufzubringen, beispielsweise auch mit dem Spargutschein der Bildungsprämie (Bildungssparen). Voraussetzung für die Nutzung dieser Förderung war eine persönliche, kostenlose Beratung durch eine staatlich anerkannte Beratungsstelle.[2]
2. Mit dem Spargutschein wurde im Fünften Vermögensbildungsgesetz (5. VermBG) zur Finanzierung von Weiterbildung eine vorzeitige Entnahme aus den angesparten Guthaben erlaubt, auch wenn die Sperrfrist noch nicht abgelaufen war (§ 4 Abs. 4 Nr. 4 5. VermBG). Die Nutzung des Spargutscheins setzte ein mit Arbeitnehmer-Sparzulage gefördertes Ansparguthaben voraus und war unabhängig vom aktuellen Einkommen. Der Spargutschein konnte unabhängig vom Prämiengutschein genutzt werden. So konnte der Eigenanteil für den Prämiengutschein durch eine Entnahme aus dem Guthaben erbracht werden.

Voraussetzung für die Nutzung dieser Förderwege war, dass die Bildungseinrichtung der eigenen Wahl bereit war, Bildungsprämiengutscheine anzunehmen.